# Plat (maquinari)

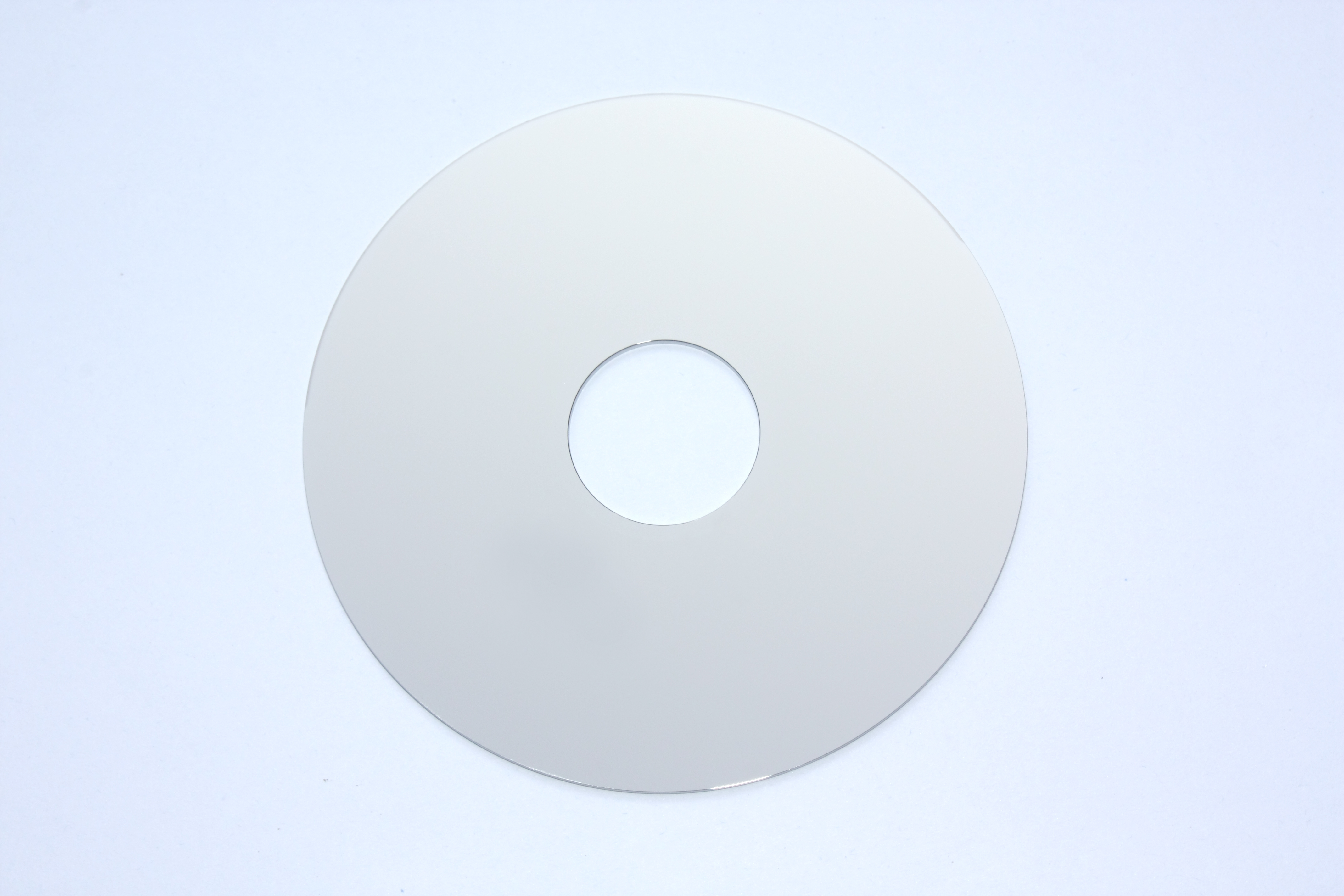
Plat

Un plat de disc dur (platter en anglès) és cadascun dels discs que formen la totalitat del disc dur. És el disc circular on la informació magnètica és emmagatzemada. Els discs durs normalment disposen de diversos plats que es troben muntats sobre un mateix eix.